# Norman Platnick

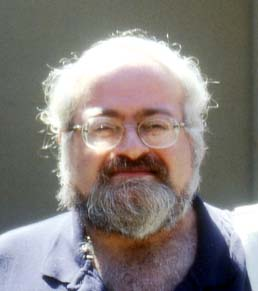
Norman Platnick al 15º Congresso internazionale di aracnologia di Badplaas, in Sudafrica

Norman Ira Platnick (Bluefield, 30 dicembre 1951 – Filadelfia, 8 aprile 2020) è stato un aracnologo statunitense, conservatore del Peter J. Solomon Family del dipartimento della Zoologia degli invertebrati all'American Museum of Natural History.

## Biografia
Conseguito il Ph.D in biologia all'Università di Harvard nel 1973, iniziò subito ad interessarsi di invertebrati e in particolar modo di ragni.
Descrisse centinaia di specie di ragni in tutto il mondo spaziando dalle grosse tarantole del Nordamerica ai Lamponidae del continente australiano.
Noto anche per la costituzione e il mantenimento del World Spider Catalogue, il più completo sito sulla tassonomia dei ragni, l'unico in cui siano aggiornate semestralmente tutte le specie di ragni descritte e classificate, per questo estensivo e continuo lavoro, nel 2007 ricevette il Bonnet award, premio istituito in onore dell'aracnologo Pierre Bonnet.

## Taxa descritti
- Afrilobus Griswold & Platnick, 1987, ragno (Orsolobidae)
- Bigenditia Platnick, 2000, ragno (Lamponidae)
- Chileomma Platnick, Shadab & Sorkin, 2005, ragno (Prodidomidae)
- Scopoides Platnick, 1989, ragno (Gnaphosidae)
- Liphistius tempurung Platnick, 1997, ragno (Liphistiidae)
- Sphodros paisano Platnick, 1980, ragno (Atypidae)

## Taxa denominati in suo onore
- Anapisona platnicki Brignoli, 1981, ragno (Anapidae)
- Chalcoscirtus platnicki Marusik, 1995, ragno (Salticidae)
- Chilehexops platnicki Coyle, 1986, ragno (Dipluridae)
- Cocalodes platnicki Wanless, 1982, ragno (Salticidae)
- Hortipes platnicki Bosselaers & Jocqué, 2000, ragno (Corinnidae)
- Olin platnicki Deeleman-Reinhold, 2001, ragno (Trochanteriidae)
- Ozarchaea platnicki Coyle, 1986, ragno (Pararchaeidae)
- Teeatta platnicki Davies, 2005, ragno (Amphinectidae)
- Zelotes platnicki Zhang, Song & Zhu, 2001, ragno (Gnaphosidae)

## Studi e ricerche principali
- 1973 - A Revision of the North American Spiders of the Family Anyphaenidae. Tesi di dottorato, Harvard University
- 1979 - con Willis Gertsch (1906-1998) A revision of the spider family Mecicobothriidae (Araneae, Mygalomorphae), American Museum novitates, n.2687 Abstract, articolo in PDF
- 1990 - Spinneret Morphology and the Phylogeny of Ground Spiders (Araneae, Gnaphosoidea), American Museum Novitates, n.2978, p. 1-42. Articolo in PDF (33Mb)
- 1991 - con J.A. Coddington, R.R. Forster et C.E. Griswold , Spinneret Morphology and the Phylogeny of Haplogyne Spiders (Araneae, Araneomorphae), American Museum Novitates, n.3016, pp. 1–73. Articolo in PDF (50Mb)
- 1998 - Advances in Spider Taxonomy 1992-1995, with Redescriptions 1940-1980, New York Entomological Society, pp. 976.
- 1999 - con C.E. Griswold, J.A. Coddington & R.R. Forster, Towards a Phylogeny of Entelegyne Spiders (Araneae, Araneomorphae, Entelegynae), Journal of Arachnology, vol.27, p. 53-63. Articolo in PDF Archiviato l'11 febbraio 2006 in Internet Archive.
- 1999 - Dimensions Of Biodiversity: Targeting Megadiverse Groups[collegamento interrotto] (tratto da: Cracraft, J. & Grifo, F.T. (ediz.) (1999), The Living Planet In Crisis - Biodiversity Science and Policy, Columbia University Press.
- 2000 - A Relimitation and Revision of the Australasian Ground Spider Family Lamponidae (Araneae: Gnaphosoidea), Bulletin of the American Museum of Natural History vol.245, p. 1-330. versione per il web - Abstract, Articolo in PDF